# Perilissus brischkei
Perilissus brischkei là một loài tò vò trong họ Ichneumonidae.